# São Pedro do Butiá
São Pedro do Butiá è un comune del Brasile nello Stato del Rio Grande do Sul, parte della mesoregione del Noroeste Rio-Grandense e della microregione di Cerro Largo.